# The Rough Riders
Pour plus de détails, voir Fiche technique et Distribution.
The Rough Riders ou  The Trumpet Call est un film américain réalisé par Victor Fleming, sorti en 1927.

## Fiche technique
- Titre : The Rough Riders ou The Trumpet Call
- Réalisation : Victor Fleming
- Scénario : John F. Goodrich, Herman Hagedorn, Lucien Hubbard, Robert N. Lee, Max Marcin, George Marion Jr. et Keene Thompson
- Photographie : James Wong Howe et E. Burton Steene
- Pays de production : États-Unis
- Production : Paramount Pictures
- Format : Noir et blanc
- Genre : guerre
- Date de sortie : 1927

## Distribution
- Noah Beery : Hell's Bells
- Charles Farrell : Stewart Van Brunt
- George Bancroft : Happy Joe
- Charles Emmett Mack : Bert Henley
- Mary Astor : Dolly
- Frank Hopper : Theodore Roosevelt
- Fred Lindsay : Leonard Wood
- Fred Kohler : Sergent Stanton
- George Reed (non crédité)